# Гајд Рок (Небраска)
Гајд Рок (енгл. Guide Rock) град је у америчкој савезној држави Небраска.

## Демографија
По попису из 2010. године број становника је 225, што је 20 (-8,2%) становника мање него 2000. године.
| Група             | 2000.       | 2010.       |
| Белци             | 242 (98,8%) | 209 (92,9%) |
| Афроамериканци    | 0 (0,0%)    | 0 (0,0%)    |
| Азијати           | 0 (0,0%)    | 0 (0,0%)    |
| Хиспаноамериканци | 0 (0,0%)    | 11 (4,9%)   |
| Укупно            | 245         | 225         |